# Bukkāpatna
Bukkāpatna är en ort i Indien.   Den ligger i distriktet Tumkur och delstaten Karnataka, i den södra delen av landet, 1 700 km söder om huvudstaden New Delhi. Bukkāpatna ligger 684 meter över havet och antalet invånare är 6 108.
Terrängen runt Bukkāpatna är huvudsakligen platt, men åt sydväst är den kuperad. Terrängen runt Bukkāpatna sluttar norrut. Runt Bukkāpatna är det ganska tätbefolkat, med 222 invånare per kvadratkilometer. Närmaste större samhälle är Sīra, 19,6 km nordost om Bukkāpatna. Omgivningarna runt Bukkāpatna är en mosaik av jordbruksmark och naturlig växtlighet.